# Open Castilla y León 2003
L'Open Castilla y León 2003 è stato un torneo di tennis facente parte della categoria ATP Challenger Series nell'ambito dell'ATP Challenger Series 2003. Il torneo si è giocato a Segovia in Spagna dal 28 luglio al 3 agosto 2003 su campi in cemento.

## Vincitori

### Singolare
Rafael Nadal ha battuto in finale  Tomáš Zíb con il punteggio di 6–2, 7–6(1)

### Doppio
Ota Fukárek /  Tripp Phillips hanno battuto in finale  Jean-François Bachelot /  Emilio Benfele Álvarez con il punteggio di 6–4, 7–6(8)